# Franklin Point
Franklin Point är en udde i Antarktis. Den ligger i Sydshetlandsöarna. Argentina, Chile och Storbritannien gör anspråk på området.
Terrängen inåt land är huvudsakligen kuperad, men söderut är den platt.  Trakten är obefolkad. Det finns inga samhällen i närheten. 